# Lope Iñiguez de Mendonça
Lope Iñiguez de Mendonça (data de nascimento desconhecida - meados de 1189) Foi um nobre de Álava no reino de Castela, filho de Íñigo Lopes, senhor de Llodio.

## Matrimónio e descendência
Casou antes de 1162 com Teresa Jimenez, filha de Jimeno Íñiguez, senhor dos Cameros e de Maria Beltran. Os filhos deste casamento foram: 
- Lope Lopes de Mendoza (m. antes de 1198), casado antes de 1157 com Enderquina.
- Iñigo Lopes de Mendoza (m. depois de 1187)
- Guilherme Lopes de Mendoza (morto ca. 1236), esposo de Sancha.